# Francisco Diego de Borja y Doria
Francisco Diego de Borja y Doria (Gandía, 9 de marzo de 1596-Gandía, 12 de octubre de 1664), noble español que fue VIII duque de Gandía, V marqués de Lombay y VIII conde de Oliva.

## Biografía
Nació en el Palacio Ducal de Gandía el 9 de marzo de 1596 y fue bautizado en su capilla el día 14 del mismo mes por Juan de Ribera, arzobispo de Valencia, siendo sus padrinos Alonso de Borja y Beatriz de Borja, señora de las baronías de Villalonga y de Castelnovo. Era hijo único de Carlos Francisco de Borja, VII duque de Gandía, y su esposa Artemisa Doria Carreto. Como heredero del ducado de Gandía, su padre le cedió el título de marqués de Lombay para que él lo usase.
El 26 de agosto de 1610 se cometieron sus pruebas de nobleza; por Gandía, a Tadeo de Benavides y Juan Núñez de Prado; por Berlanga, a Francisco de Pineda Mesía y al licenciado Diego de Alvear; por Génova, a Juan Jerónimo y Marcelo Doria, primeramente, y luego a Carlos Seripando y a Ascanio Pignatelli, este último después reemplazado por Ascanio Caracciolo. El Consejo de las Órdenes dio por buenas estas pruebas el 8 de junio de 1611 y Francisco fue armado caballero de la Orden de Santiago el 23 de octubre de 1611, en el presbiterio de la iglesia de Villanueva (Caller, Valencia), por Jaime de Castellví, marqués de Laconi, poniéndole el hábito Deodato Culcas, en virtud de las provisiones reales del 22 de junio y 10 de septiembre anterior. Fue apadrinado en dicha ceremonia por Jaime de Aragall y Francisco de Castellví, caballeros profesos de Santiago.
El 4 de septiembre de 1614 fue nombrado comendador de Calzadilla y el 17 de enero de 1615 el maestro Gonzalo Peñacarrillo, capellán de honor del rey, le dio posesión de esta dignidad en la iglesia de Santiago de Madrid. Fallecido su padre, el 13 de febrero de 1632 tomó posesión de su estado por medio del capitán Francisco de Santa Cruz y al día siguiente hizo su entrada solemne en Gandía. En abril se cubrió como grande de España de primera clase en presencia de Felipe IV, que visitaba Valencia, y luego en la misma forma, en 1645, ante el príncipe heredero Baltasar Carlos. Su tío Gaspar de Borja, cardenal de Toledo, le designó también para sucederle en sus grandes bienes, aunque encontró la oposición del papado. Finalmente, el 13 de abril de 1647 el duque llegó a un arreglo con Inocencio X, representado por el cardenal Julio Rospigliosi, mediante el cual le entregaba 40 000 escudos de oro, a 570 mrs. de plata doble, a cambio de la herencia del primado, cuya posesión luego agregó al mayorazgo.
El 18 de febrero de 1642 fue nombrado virrey interino de Valencia hasta la llegada del duque de Arcos, Rodrigo Ponce de León, aunque la provisionalidad de su nombramiento no constaba en el despacho oficial. Hizo su entrada oficial en Valencia el 12 de marzo siguiente. Consta su convocatoria a las Cortes valencianas de 1645 y que en 1650 aportó 3000 libras para los gastos de la toma de Tortosa. En medio de la peste que afectaba al reino valenciano, se opuso a que se habilitara como morbería el hospital municipal de San Marcos, tras la saturación de la ermita de Santa Ana, dada la cercanía del mismo al convento de Santa Clara, donde profesaban varias monjas de la familia Borja.
Retirado en sus estados valencianos, el duque se ordenó sacerdote y se graduó de doctor en teología. El primer bautismo que ofició fue en la colegiata de Gandía, el 5 de junio de 1654, de un esclavo de su casa a quien se le impusieron los nombres de José Francisco Miguel Pascual. También sería el encargado de bautizar a su nieta Artemisa el 15 de febrero de 1657. Murió en la noche del 12 de octubre de 1664 en el Palacio de Gandía, próximo a cumplir los 69 años, y el día 27 del mismo mes se abrieron y publicaron su último testamento, dado el 10 de julio de 1653, y un codicilo, escrito de su propia mano tres días antes de su muerte, por los cuales hizo importantes agregaciones al mayorazgo familiar y donde nombraba, por testamentarios y albaceas, a sus tíos Melchor Centellas de Borja y Fernando de Borja, a su secretario Tomás de Cas y a su heredero, marqués de Lombay, a quien le encargó también la tutoría de sus hermanos menores. Fue enterrado el 19 de octubre, con hábito franciscano, en el panteón de la Colegial de Gandía, donde ya estaba sepultada su esposa.

## Matrimonio y descendencia
Su matrimonio fue pactado, primeramente, con Guiomar de Cárdenas y Corella, VIII condesa de Concentaina y VI condesa de la Puebla del Maestre, que falleció tempranamente en 1613. Luego se trató con una princesa de la casa soberana de Lorena, hija del duque de Aumale, que vivía en Bruselas, pero sin éxito. Finalmente, contrajo matrimonio el lunes 5 de febrero de 1618, en la capilla del Palacio Doria de Tascioli (Génova), con su prima hermana Artemisa María Ana Teresa Gertrudis Doria y Colonna, desposándolos el abad Fabián Richeri, previa dispensa papal del segundo grado de consanguinidad dada el 1 de enero del mismo año. Las capitulaciones para este enlace se habían cursado el 3 de febrero de 1618, en el Palacio Doria, entre la madre de la novia, Juana Colonna, y su tío, el duque Carlos Doria y Carreto, y el mismo Francisco y su padre, Carlos. La madre de Artemisa ofrecía en dote 100 000 ducados de a 11 reales de moneda castellana, a entregar dentro de los dos años siguientes, y el padre de Francisco prometía en arras 10 000 ducados, más 12 000 libras valencianas cada año para gastos de su cámara.
Artemisa, bautizada el 25 de junio de 1604, era hija de Andrea Doria, príncipe de Melfi, marqués de Torriglia y del Santo Stephano, conde de Lovano etc., y su esposa la princesa Juana Colonna, hija del príncipe de Palliano. Tras testar en Gandía el 30 de enero de 1639, falleció el 4 de julio de 1654 y fue enterrada en la capilla mayor de la colegial de la ciudad, ordenando que si su esposo fuese enterrado en otro lugar, ella fuese trasladado con él.
Este matrimonio tuvo doce hijos:
- Francisco IV de Borja y Centellas (21 de julio de 1626-15 de enero de 1665), que sucedió a su padre como IX duque de Gandía, VI marqués de Lombay y VIII conde de Oliva.[11][12]
- Gaspar Francisco de Borja y Doria (n. 2 de diciembre de 1629), que fue canónigo de la Patriarcal de Sevilla y murió joven.[11]
- Melchor Vicente de Borja y Doria (n. 16 de abril de 1635), que fue arcediano de Játiva y testó por segunda vez el 26 de febrero de 1670.[13]
- Artemisa Magdalena de Borja y Doria (n. 9 de abril de 1620), que murió muy joven.[13]
- Juana Francisca de Borja y Doria (n. 24 de febrero de 1625), que murió en la niñez.[13]
- Magdalena Francisca de Borja y Doria (n. 16 de diciembre de 1627), que casó el 14 de julio de 1642 con Felipe Francisco Alberto de Ligne, duque y príncipe soberano de Aremberg, de Arschot y de Croy, príncipe del Sacro Imperio Romano, grande de España etc.[14]
- Zenobia María de Borja y Doria (n. 26 de noviembre de 1628), que murió niña.[15]
- María Luisa de Borja y Doria (b. 8 de septiembre de 1632), que fue religiosa profesa en el monasterio de las Descalzas Franciscanas de Gandías.[15]
- Constanza Andrea de Borja y Doria (n. 30 de noviembre de 1633), que vivió y murió en la clausura del mismo convento de Descalzas Franciscanas.[15]
- Ana Jerónima de Borja y Doria (b. 26 de abril de 1639), que murió al poco tiempo de nacer.[15]
- Ana Francisca de Borja y Centellas Doria y Colonna (b. 22 de abril de 1640), que casó en primeras nupcias con Enrique Pimentel Enríquez de Guzmán, V marqués de Távara etc., y en segundas nupcias con Pedro Antonio Fernández Ruiz de Castro y Portugal, X conde de Lemos etc.[16]
- Vicenta de Borja y Doria, que fue la menor de todos y también vivió y murió en la clausura de Santa Clara de Gandía.[12]